# 亞齊—北蘇門答臘島嶼爭議

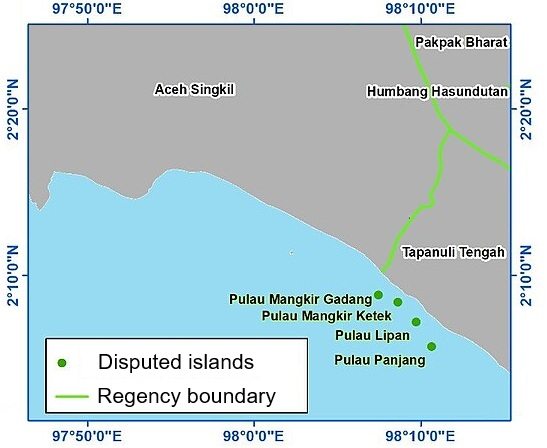
4座爭議島嶼位置

位於印度尼西亞亞齊省辛吉爾縣和北蘇門答臘省中塔帕努利縣交界海域的四座島嶼，總面積未達1平方公里且無常住人口，長期存在管轄爭議。1956年，亞齊脫離北蘇門答臘省單獨成為省份，四座島嶼最初被劃歸亞齊省；然2008年亞齊省地方政府於行政報告中將四座島嶼誤植於北蘇門答臘省轄下，後續也未經充分審核，最終導致兩省之間的行政管轄重疊與爭議。印尼內政部於2025年發布的規範致使爭議再度升溫，該規範明確將該四島納入北蘇門答臘省範圍，引發亞齊省地方政府與當地居民不滿，促使印尼總統普拉伯沃·蘇比安托於同年6月中旬介入，並決定將爭議島嶼歸還亞齊省，同時責成相關部門修正規範，結束長久以來的管轄權歸屬爭議。

## 島嶼

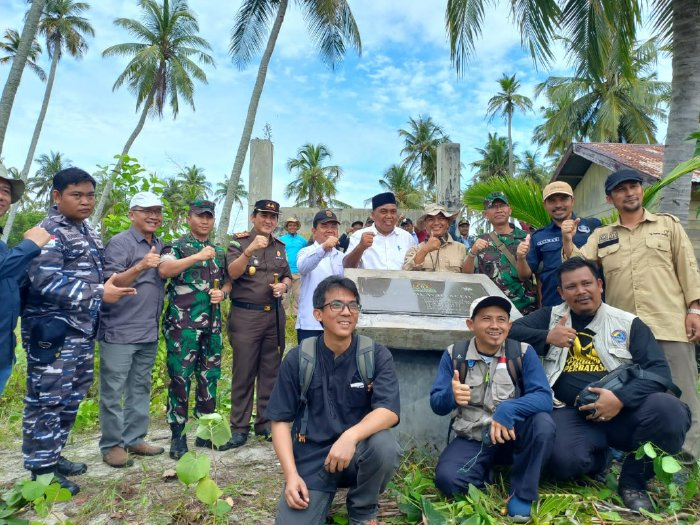
2022年內政部勘查小組前往班讓島實地訪查

四座島嶼分別為芒奇加當島（Mangkir Gadang，2°8′49″N 98°7′29″E / 2.14694°N 98.12472°E）、芒奇克特島（Mangkir Ketek，2°8′23″N 98°8′39″E / 2.13972°N 98.14417°E）、利潘島（Lipan，2°7′12″N 98°9′45″E / 2.12000°N 98.16250°E）、班讓島（Panjang，2°5′43″N 98°10′40″E / 2.09528°N 98.17778°E）。其中，班讓島面積約為47.8公頃（118英畝），為四島最大；芒奇加當島和芒奇克特島分別略超過8公頃（20英畝）和6公頃（15英畝）；利潘島於2007年以前為擁有植被的永久島，後由於氣候變遷使海平面上升和侵蝕作用而成為消失島（漲潮時被淹沒）。四座島嶼緊鄰北蘇門答臘省中塔帕努利縣沿岸，與該縣本土陸地的距離介於1.2至2.4公里之間；相比之下，班讓島距離亞齊省辛吉爾縣的本土陸地則遠達30公里，顯示其地理位置更接近蘇北省。
島嶼雖無常住人口，但亞齊和塔帕努利地區的漁民會於暴風雨期間登島避難，或於周邊海域從事捕撈作業。根據內政部的實地訪查報告，亞齊省地方政府於芒奇加當島和芒奇克特島設有界碑，而班讓島覆蓋大片椰林與紅樹林，且除界碑外，亞齊省地方政府在島上還建有穆薩拉、休息室和棧橋，其中立有一座維護良好的古墓，顯示該島歷來多次被登島使用。能源及礦產資源部評估，島嶼周邊海域具有「相當可觀」的石油與天然氣開發潛力，而對島嶼的管轄權亦將擴及其所屬的專屬經濟區，關乎該區域石油、天然氣與漁業資源的開採和利用權益；亞齊省省長穆扎基爾·馬納夫曾公開表示，四座島嶼的油氣蘊藏潛力可與安達曼群島相提並論。

## 歷史
殖民時期，亞齊漁民的活動範圍曾深入現今北蘇門答臘省（下稱蘇北省）的邊界，遠至實武牙地區。現今的亞齊省於1956年重新設立，此前曾被短暫併入蘇北省，兩省的省界係根據1956年7月1日繪製的一張地圖所劃定。1965年，亞齊省地方政府據稱曾將相關島嶼的土地所有權給予亞齊籍居民特庫·拉惹·烏達（Teuku Raja Udah）；1992年，時任亞齊省省長易卜拉欣·哈桑與蘇北省省長拉惹·伊納爾·西雷加爾簽署劃界協議，明確界定辛吉爾和塔帕努利之間的省界，並將四座島嶼劃入辛吉爾的管轄範圍。
2005年亞齊衝突結束後，印尼政府與自由亞齊運動達成協議，雙方同意以1956年繪製的地圖作為亞齊省和蘇北省省界的依據，然而當時該地圖原始文件或副本均已佚失。2007年，兩省皆宣稱對相關島嶼擁有管轄權，進而引發爭議；次年，內政部派遣工作小組至該地區進行地理名稱的標準化作業，調查小組共登記亞齊省轄下的260座島嶼，以及蘇北省轄下的213座島嶼。然而，亞齊省地方政府在資料申報的過程中誤植其中四座島嶼的座標位置，導致內政部將四座爭議島嶼劃入蘇北省的一部分。
往後數年，包括時任省長諾法·伊利安夏在內的亞齊政界人士多物致函中央政府，要求將島嶼重新納入亞齊省管轄，但始終未獲回應。2020年，內政部發布新省界規範，再次將四座島嶼劃入蘇北省轄下的中塔帕努利縣範圍內，後於2022年召開協調會，邀集亞齊和蘇北兩省政府代表商討爭議，同年5月再派遣勘查小組前往相關島嶼實地調查。亞齊人民代表委員會主席賽富‧巴哈里‧蓬‧雅哈雅則於2022年對此表達憂慮，認為省界爭議恐將引發亞齊與蘇北漁民之間的衝突。

## 2025年衝突和解決
2025年4月25日，內政部發布第300.2.2-2138號決定書（Kepmendagri No. 300.2.2-2138/2025）對全國行政區劃代碼做出規範，明確將四座島嶼劃歸為蘇北省的中塔帕努利縣，此舉引起亞齊省地方政府和居民抗議；同年6月4日，亞齊省省長穆扎基爾·馬納夫與蘇北省省長巴比·納蘇蒂夫會面協商處理相關爭議，中塔帕努利縣縣長馬辛頓·帕薩里布亦陪同出席。會後根據納蘇蒂夫的說法，穆扎基爾在會議尚未結束便提前離席，納蘇蒂夫隨後於個人Instagram帳號發布會議照片，但貼文隨即遭到大量亞齊網友留言抗議，指責他「竊佔亞齊領土」。